# Acronicta altaica
Acronicta altaica là một loài bướm đêm trong họ Noctuidae.